# 白舍镇
白舍镇，是中华人民共和国江西省抚州市南丰县下辖的一个乡镇级行政单位。

## 行政区划
白舍镇下辖以下地区：
白舍社区、白舍村、枫江村、含头村、茶亭村、望天村、三坑村、下陂村、瑶陂村、张家村、池渡村、下甘村、上甘村、陈坊村、田东村、坊坑村、鄱阳村、罗坊村、罗家村、小石村、磜民村、珠湖村、姜源村、河东村、周源村、石源村、古竹村、邹坊村、中和村、桥口村、杨林村、磜下村和桥头村。